# Административно деление на Уелс
Уелс е разделен на 22 единни власти, които предоставят административни услуги на местно ниво, като образование, социални дейности, екология, транспортни услуги. „Единните власти“ са основните административни подразделения в Уелс и биват:
- 9 графства (на английски counties),
- 3 града и
- 10 графства-района (county boroughs),

въпреки че всички имат еднакви пълномощия. Възникват с акт на правителството на Уелс на 1 април 1996.

## Градове
В Уелс има 5 населени места със статут на голям град (city). Освен Кардиф, Нюпорт и Суонзи, с такъв статут са още Бангор и Сент Дейвидс. Това са:
- Бангор
- Кардиф
- Нюпорт
- Сейнт Дейвидс
- Суонзи

## Единни власти
Единните власти са графствата, населените места със стаут на *(град) или на †(графства-райони).
1. Мърдър Тидфил (окръг) (Merthyr Tydfil) †
2. Карфили (Caerphilly) †
3. Блайнай Гуент (Blaenau Gwent)†
4. Торвайн (Torfaen) †
5. Мънмътшър (Monmouthshire)
6. Нюпорт (Newport) *
7. Кардиф (Cardiff) *
8. Вейл ъф Гламорган (Vale of Glamorgan) †
9. Бридженд (Bridgend) †
10. Ронда Кънън Таф (Rhondda Cynon Taf) †
11. Нийт Порт Толбът (Neath Port Talbot) †
12. Суонси (Swansea) *
13. Кармартъншър (Carmarthenshire)
14. Керъдигиън (Ceredigion)
15. Поуис (Powys)
16. Рексъм (Wrexham) †
17. Флинтшър (Flintshire)
18. Денбишър (Denbighshire)
19. Конуи (Conwy) †
20. Гуинед (Gwynedd)
21. Ангълси (Isle of Anglesey)
22. Пембрукшър (Pembrokeshire)

## Исторически графства
Под „исторически графства“ се има предвид съвкупност от административно-териториални единици, използвани в Англия. Това деление е създадено от крал Едуард I през 1284 г.
По време на управлението на правителството на Томас Кромуел е въведено административно деление на Уелс на 13 графства, които просъществуват до административната реформа през 1888 г. Това са:
| 1. Мънмътшър (Sir Fynwy)2 2. Гламорган (Sir Forgannwg or Morgannwg)3 3. Кармартъншър (Sir Gaerfyrddin)1 4. Пембрукшър (Sir Benfro)3 5. Керъдигиън (Sir Aberteifi)1 6. Брекнокшър (Sir Frycheiniog)2 7. Радноршър (Sir Faesyfed)2 8. Монтгомъришър (Sir Drefaldwyn)2 9. Денбишър (Sir Ddinbych)2 10. Флинтшър (историческо графство) (Sir y Fflint)1 11. Мерианътшър (Sir Feirionnydd)1 12. Карнарвъншър (Sir Gaernarfon)1 13. Ангълси (Sir Fôn)1 |

1. графства, образувани през 1284 г.
2. графства, образувани през 1535 г.
3. съществуващи до завладяването на Уелс от Едуард I графство Пембрук и лордство Гламорган.